# Lijst van voetbalinterlands Chili - Oezbekistan (vrouwen)
Deze lijst van voetbalinterlands is een overzicht van alle officiële voetbalinterlands tussen de nationale vrouwenteams van Chili en Oezbekistan. De landen hebben tot nu toe één keer tegen elkaar gespeeld.

## Wedstrijden
| № | Plaats  | Datum            | Competitie        | Wedstrijd           | Uitslag |
| - | ------- | ---------------- | ----------------- | ------------------- | ------- |
| 1 | Chennai | 1 september 1994 | Vriendschappelijk | Chili − Oezbekistan | 5 − 0   |

## Samenvatting
| Competitie        | Totaal gespeeld | Winst Chili | Gelijk | Winst Oezbekistan | Doelsaldo Chili – Oezbekistan |
| ----------------- | --------------- | ----------- | ------ | ----------------- | ----------------------------- |
| Vriendschappelijk | 1               | 1           | 0      | 0                 | 5 − 0                         |
| Totaal            | 1               | 1           | 0      | 0                 | 5 − 0                         |

FFCh · A-internationals · Chileens mannenelftal
1991 – 1999 · 2000 – 2009 · 2010 – 2019 · 2020 – 2029
Argentinië ·
Australië ·
Bolivia ·
Brazilië ·
Canada ·
China ·
Colombia ·
Costa Rica ·
Denemarken ·
Duitsland ·
Ecuador ·
Filipijnen ·
Frankrijk ·
Ghana ·
Haïti ·
Hongarije ·
India ·
Italië ·
Jamaica ·
Japan ·
Kameroen ·
Kenia ·
Mexico ·
Nederland ·
Nieuw-Zeeland ·
Oezbekistan ·
Panama ·
Paraguay ·
Peru ·
Portugal ·
Roemenië ·
Rusland ·
Schotland ·
Slowakije ·
Thailand ·
Trinidad en Tobago ·
Uruguay ·
Venezuela ·
Verenigde Staten ·
Wales ·
Zambia ·
Zuid-Afrika ·
Zweden